# 堀宣行
堀 宣行（ほり のりゆき、1967年11月9日 - ）は日本中央競馬会（JRA）美浦トレーニングセンター所属の調教師である。

## 来歴
千葉県市川市出身。日本大学の商学部に通っている時に、実家から近かった中山競馬場で、誘導馬の世話をするアルバイトをしていた。大学卒業後は、電気設備工事や情報通信工事などを手がける「関電工」で、経理関係の仕事をしていたが、1991年に退職し競馬学校の厩務員課程に入る。競馬学校を卒業し諏訪富三厩舎で厩務員として、その後は二ノ宮敬宇厩舎で調教助手として経験を積み、2002年に調教師免許を取得。
2003年に厩舎を開業。同年3月15日、エレガントレガーロで初出走。初勝利は同年5月17日ミスタータダヒロで達成。
2006年、函館スプリントステークスをビーナスラインが制しJRA重賞初勝利を挙げる。
2008年1月5日、中山2Rで管理するスカーレットラインが1着となり、現役167人目となるJRA通算100勝を882戦目で達成。
2010年の高松宮記念をキンシャサノキセキで勝利し、GI初制覇。
2011年5月22日、東京5Rでプレミアムテーストが1着となり、現役116人目となるJRA通算200勝を達成。勝率.201で、2011年度JRA賞最高勝率調教師を受賞する。
2013年9月8日、中山11Rの京成杯オータムハンデキャップでエクセラントカーヴが1着となり、現役76人目となるJRA通算300勝を達成。
2015年にはドゥラメンテで皐月賞、日本ダービーを制覇。21世紀に入ってからは、美浦所属の調教師としては2009年にロジユニヴァースで制した萩原清に続いてのダービートレーナーとなった。またモーリスが安田記念、マイルチャンピオンシップ、香港マイルを制しJRA賞年度代表馬及び最優秀短距離馬に選出された。自身としては、JRA賞最多勝利調教師とJRA賞最高勝率調教師の2冠を達成する。同年12月5日、中山12Rでキャンベルジュニアが1着となり、現役45人目となるJRA通算400勝を2763戦目で達成。
2018年3月3日、中山8Rでルフォールが1着となり、現役27人目となるJRA通算500勝を3278戦目で達成。
2020年1月19日、中山6Rでルフトシュトロームが1着となり、史上94人目、現役16人目となるJRA通算600勝を3745戦目で達成。
2022年10月9日、東京11Rでサリオスが1着となり、史上56人目、現役9人目となるJRA通算700勝を4396戦目で達成。
2024年12月28日、中山1Rでアパッシメントが1着となり、史上42人目、現役7人目となるJRA通算800勝を4913戦目で達成。
2025年7月27日、関屋記念をカナテープで制し、史上7人目のJRA全10場重賞制覇を達成した。

## 調教師成績
|            | 日付          | 競馬場・開催  | 競走名          | 馬名               | 頭数 | 人気 | 着順 |
| ---------- | ------------- | ------------- | --------------- | ------------------ | ---- | ---- | ---- |
| 初出走     | 2003年3月15日 | 1回中京3日11R | 鈴鹿特別        | エレガントレガーロ | 16頭 | 13   | 12着 |
| 初勝利     | 2003年5月17日 | 1回東京7日2R  | 3歳未勝利       | ミスタータダヒロ   | 16頭 | 2    | 1着  |
| 重賞初出走 | 2003年12月6日 | 6回中山1日11R | ステイヤーズS   | マイネルエスケープ | 10頭 | 9    | 6着  |
| 重賞初勝利 | 2006年7月2日  | 1回函館6日11R | 函館スプリントS | ビーナスライン     | 13頭 | 13   | 1着  |
| GI初出走   | 2006年5月17日 | 2回東京6日11R | NHKマイルC      | キンシャサノキセキ | 18頭 | 6    | 3着  |
| GI初勝利   | 2010年3月28日 | 2回中京8日11R | 高松宮記念      | キンシャサノキセキ | 18頭 | 1    | 1着  |

### 受賞
- 優秀調教師賞（関東）（2009年 - 2020年）
- JRA賞最高勝率調教師（2011年、2015年 - 2016年）
- JRA賞最多勝利調教師（2015年）
- JRA賞最多賞金獲得調教師（2016年）
- JRA賞優秀技術調教師（2016年 - 2017年）

## 主な管理馬

### GI級競走優勝馬
太字はGI・JpnI競走
- キンシャサノキセキ（2010年・2011年高松宮記念連覇[19]）
- ジャガーメイル（2010年天皇賞（春）[20]）
- リアルインパクト（2011年安田記念、2014年阪神カップ[21]、2015年ジョージライダーステークス[22]）
- ストロングリターン（2011年京王杯スプリングカップ、2012年安田記念[23]）
- ドゥラメンテ（2015年皐月賞、東京優駿、2016年中山記念[24]）
- モーリス（2015年ダービー卿チャレンジトロフィー、安田記念、マイルチャンピオンシップ、香港マイル、2016年チャンピオンズマイル、天皇賞（秋）、香港カップ[25]）
- サトノクラウン（2014年東京スポーツ杯2歳ステークス、2015年弥生賞、2016年京都記念、香港ヴァーズ、2017年京都記念、宝塚記念[26]）
- ネオリアリズム（2016年札幌記念、2017年中山記念[27]、クイーンエリザベスII世カップ）
- サリオス （2019年サウジアラビアロイヤルカップ、朝日杯フューチュリティステークス、2020年・2022年毎日王冠）[28]
- カフェファラオ（2020年ユニコーンステークス、シリウスステークス、2021年・2022年フェブラリーステークス連覇、2022年マイルチャンピオンシップ南部杯）
- タスティエーラ（2023年弥生賞ディープインパクト記念、東京優駿[29]、2025年クイーンエリザベスII世カップ）
- サトノレーヴ（2024年函館スプリントステークス、キーンランドカップ 、2025年高松宮記念）

### その他重賞競走優勝馬
- スプリングドリュー（2007年福島牝馬ステークス[30]）
- ジョリーダンス（2007年・2009年阪神牝馬ステークス[31]）
- ビーナスライン（2006年函館スプリントステークス[32]）
- ロックドゥカンブ（2007年ラジオNIKKEI賞、セントライト記念[33]）
- アリゼオ（2010年スプリングステークス、毎日王冠[34]）
- クォークスター（2010年セントライト記念[35]）
- ダークシャドウ（2011年エプソムカップ、毎日王冠[36]）
- オメガハートランド（2012年フラワーカップ[37]）
- ストローハット（2012年ユニコーンステークス[38]）
- ファイナルフォーム（2012年ラジオNIKKEI賞[39]）
- イジゲン（2012年武蔵野ステークス[40]）
- エクセラントカーヴ（2013年京成杯オータムハンデキャップ[41]）
- オメガハートロック（2014年フェアリーステークス）
- カフェブリリアント（2015年阪神牝馬ステークス[42]）
- アルバート（2015年 - 2017年ステイヤーズステークス3連覇、2017年ダイヤモンドステークス[43]）
- マウントロブソン（2016年スプリングステークス[44]）
- バクシンテイオー（2016年北九州記念[45]）
- サトノティターン （2019年マーチステークス）
- ルフトシュトローム（2020年ニュージーランドトロフィー）
- ヒシイグアス（2021年中山金杯、2021年・2023年中山記念[46]）
- レピアーウィット（2021年マーチステークス）
- ダノンベルーガ（2022年共同通信杯）
- ゴンバデカーブース（2023年サウジアラビアロイヤルカップ）[47]
- チャックネイト（2024年アメリカジョッキークラブカップ）[48]
- サクラトゥジュール（2024年東京新聞杯、2025年京都金杯）[49]
- シュトルーヴェ（2024年日経賞、目黒記念）
- サトノカルナバル（2024年函館2歳ステークス）[50]
- カナテープ（2025年関屋記念）

## 主な厩舎所属者
- 森安輝正(2003年-2023年　調教助手)
- 森一誠（2004年-2023年 厩務員、調教助手）
- 宗像徹（2011年- 騎手、調教助手）
- 高橋智大（2011年- 騎手、調教助手）